# George Nares

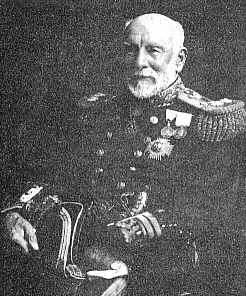
George Nares

Sir George Strong Nares KCB (* 24. April 1831 in Llansenseld, Wales; † 15. Januar 1915 in Surbiton, England) war ein britischer Seefahrer, Admiral und Polarforscher.

## Leben
George Strong Nares wurde als Sohn des britischen Kapitäns William Henry Nares in Llansenseld, in der Nähe von Abergavenny (Monmouthshire), geboren. Seine Ausbildung erhielt er am Royal Naval College in Greenwich. 1845 trat er in die britische Marine ein.
Seine ersten Erfahrungen in der Arktis machte Nares als zweiter Maat auf der HMS Resolute, einem Schiff von Edward Belchers Flotte, der von 1852 bis 1854 eine Suchexpedition nach dem verschollenen Forscher John Franklin leitete. Danach übernahm Nares das Kommando über die Challenger-Expedition (1872–1876). Aufgrund seiner arktischen Erfahrungen wurde er aber zurückbeordert und mit einer anderen Forschungsreise betraut: Mit den beiden Schiffen HMS Discovery und der HMS Alert sollte er 1875 den Nordpol finden.

### Britische Arktis-Expedition
Auf dieser Expedition gelang es ihm als erstem, den Kennedy-Kanal und den Robeson-Kanal, eine an manchen Stellen nur circa 30 km breite Meerenge zwischen Grönland und der Ellesmere-Insel, die die Baffin Bay mit der Lincolnsee  verbindet, zu befahren. Dieser Seeweg wird heute Nares zu Ehren als Naresstraße bezeichnet.
Zur damaligen Zeit gab es eine Theorie, die besagte, dass die von Nares befahrene Route in eine eisfreie Zone des Nordpolarmeeres führte, welche den Pol umgeben sollte (siehe Theorie vom eisfreien Nordpolarmeer). Entgegen seinen Erwartungen musste Nares diese Theorie widerlegen, er fand einen zugefrorenen Ozean vor. Er schickte eine Gruppe mit Schlitten gen Norden, welche auch tatsächlich einen neuen Rekord aufstellen konnte: Mit 83° 20' nördlicher Breite erreichten die Männer Nares' den nördlichsten Punkt, der bis dato jemals von Menschen betreten worden war. Skorbut und die mangelhafte Ausrüstung zwangen Nares jedoch zur Umkehr. 1876 kehrte Nares in den Süden zurück, da er erkannte, dass er und seine Männer keinen weiteren Winter im Eis mehr überleben würden. Im Zuge dieser Expedition erreichte Pelham Aldrich den nördlichsten Punkt der Ellesmere-Insel, das Kap Columbia auf 83° 6' nördlicher Breite, welches heute der nördlichste Punkt Kanadas ist.
Nares hat sich auch Verdienste bei der Vermessung der Magellanstraße sowie einiger australischer Orte erworben.

## Ehrungen
An Nares erinnern heute zahlreiche geographische Benennungen, so die von ihm erstmals befahrene Naresstraße, Cape Nares, die Westspitze von Eglinton Island, der Nares Mountain, der Nares Lake und der Nares River im Yukon-Territorium, der Mount Nares in der Antarktis, der Nares-Gletscher auf der Insel Heard im Indischen Ozean sowie das Nares Land, eine Insel vor der Nordküste Grönlands.

## Veröffentlichungen
- The naval cadet's guide: or seaman's companion. (1860), später u.d.T.: Seamanship, 6. Aufl., 1882.
- Reports on Ocean soundings and temperatures, 6 Teile, 1874–1875.
- The official report of the recent Arctic expedition, 1876.
- Narrative of a voyage to the Polar Sea during 1875–76, 2 Bände, London 1878.